# Liste der Bodendenkmäler in Samerberg
Auf dieser Seite sind die Bodendenkmäler in der oberbayerischen Gemeinde Samerberg zusammengestellt. Diese Tabelle ist eine Teilliste der Liste der Bodendenkmäler in Bayern. Grundlage ist die Bayerische Denkmalliste, die auf Basis des Bayerischen Denkmalschutzgesetzes vom 1. Oktober 1973 erstmals erstellt wurde und seither durch das Bayerische Landesamt für Denkmalpflege geführt wird. Die folgenden Angaben ersetzen nicht die rechtsverbindliche Auskunft der Denkmalschutzbehörde.

## Bodendenkmäler der Gemeinde Samerberg

### Bodendenkmäler in der Gemarkung Grainbach
| Lage                 | Objekt | Akten-Nr.     | Bild |
| -------------------- | --- | ------------- | ---- |
| Grainbach (Standort) | Untertägige mittelalterliche und frühneuzeitliche Befunde und Funde im Bereich der Katholischen Filialkirche Sankt Ägidius und Nikolaus in Grainbach. Siehe auch: St. Ägidius und Nikolaus (Grainbach) | D-1-8239-0114 |      |

### Bodendenkmäler in der Gemarkung Roßholzen
| Lage                 | Objekt | Akten-Nr.     | Bild |
| -------------------- | --- | ------------- | ---- |
| Roßholzen (Standort) | Siedlung der späten Bronzezeit und frühen Urnenfelderzeit. | D-1-8238-0293 |      |
| Roßholzen (Standort) | Untertägige mittelalterliche und frühneuzeitliche Befunde und Funde im Bereich der Katholischen Filial- und Wallfahrtskirche Sankt Bartholomäus in Roßholzen und ihrer Vorgängerbauten. Siehe auch: St. Bartholomäus (Roßholzen) | D-1-8239-0137 |      |
| Roßholzen (Standort) | Hofwüstung des späten Mittelalters und der frühen Neuzeit (Straß). | D-1-8239-0150 |      |

### Bodendenkmäler in der Gemarkung Steinkirchen
| Lage                    | Objekt | Akten-Nr.     | Bild |
| ----------------------- | --- | ------------- | ---- |
| Steinkirchen (Standort) | Untertägige spätmittelalterliche und frühneuzeitliche Befunde und Funde im Bereich der Katholischen Filialkirche Sankt Peter in Steinkirchen. Siehe auch: St. Peter (Steinkirchen) | D-1-8239-0149 |      |

### Bodendenkmäler in der Gemarkung Törwang
| Lage               | Objekt | Akten-Nr.     | Bild |
| ------------------ | --- | ------------- | ---- |
| Törwang (Standort) | Untertägige spätmittelalterliche und frühneuzeitliche Befunde und Funde im Bereich der Katholischen Pfarrkirche Mariä Himmelfahrt in Törwang und ihres Vorgängerbaus. Siehe auch: Mariä Himmelfahrt (Törwang) | D-1-8239-0154 |      |